# Paz Ríos Nasarre
Paz Ríos Nasarre (Salas Altas, Huesca, 1967) es una escritora, investigadora y profesora española.
Licenciada en Filología Hispánica, ha ejercido la enseñanza en diversos institutos de Castilla y Aragón, residiendo en la actualidad en la ciudad de Huesca. En 1999 fue candidata al Parlamento Europeo por la Chunta Aragonesista, dentro de la candidatura de la Coalición Electoral Los Verdes-Las Izquierdas de los Pueblos. Así mismo ha sido desde 2011 profesora en el Diploma de Especialización en Filología Aragonesa de la Universidad de Zaragoza.
Es miembro del Consello Asesor de l'Aragonés y desde 2004 vocal de Comunicación del Consello d'a Fabla Aragonesa.
Como investigadora ha publicado los libros Bocabulario d'o Semontano de Balbastro (1997) y Replega de tradizión oral de Salas Altas (2003), este último en colaboración con Alberto Bolsa. También es autora de numerosos trabajos sobre la lengua y la literatura en aragonés en publicados en revistas especializadas como Rolde, Somontano, Fuellas y Luenga & Fablas. También en su faceta de investigadora, destaca su comisariado en la exposición impulsada por la Dirección General de Política Lingüística del Gobierno de Aragón L'aragonés, un patrimonio común (2019).

## Artículos
- Estado de la lengua aragonesa en el Semontano de Balbastro (1991).
- Pedro Arnal Cavero: vida cotidiana en un núcleo rural semontanés en la primera mitad del siglo XX (1992).
- Istoriografia lengüestica aragonesa en o sieglo XIX: don Francisco Otín y Duaso (1993).
- Toponimia menor de Salas Altas (1998).
- O maxico mundo d´un bexetal rezentador de falordias (1999).
- Naxer y medrar en un lugar de ro Semontano: Salas Altas (2000).
- Enampladura d'o Bocabulario d'o Semontano de Balbastro (de Salas Altas y a redolada) (2002).
- Aguardando lo zierzo, una nobela historica en aragonés (2004).
- Antropolochía e costumbrismo en a narratiba autual en aragonés (2007).
- Referenzias a Salas Altas en "Acordanzas de San Pelegrín" (2008).
- A guerra zebil en a literatura en aragonés (2008-2009).
- Una nobela negra en aragonés: Mai sólo bi'n ha que una (2011-2012).
- Ta óne im, un mundo que s´afunde (2017).
- A obra narratiba de Ricardo del Arco e a luenga aragonesa (2021).
- Tierras de maldición. Ricardo del Arco e a luenga aragonesa (2021).
- Tradizión oral en os zincuanta primers lumers d'a rebista Fuellas (2024)